# 외리뤼테 IS
외리뤼테 IS(Örgryte IS)는 1887년 12월 4일에 창단된 스웨덴 예테보리의 축구 클럽으로, 리그 우승 12회와 컵 대회 우승 1회의 기록을 보유하고 있다. 현재 스웨덴의 2부 축구 리그인 수페레탄에서 활동하고 있다.

## 성적
- 스웨덴 챔피언
  - 우승 12회 (1896, 1897, 1898, 1899, 1902, 1904, 1905, 1906, 1907, 1909, 1913, 1985)
- 알스벤스칸
  - 우승 2회 (1925–26, 1927–28)
  - 준우승 2회 (1928–29, 1931–32)
- 알스벤스칸 플레이오프
  - 우승 1회 (1985)
- 스벤스카 세리엔
  - 우승 4회 (1910, 1911–12, 1920–21, 1923–24)
  - 준우승 3회 (1912–13, 1913–14, 1916–17)
- 스벤스카 메스테르스카펫
  - 우승 11회 (1896, 1897, 1898, 1899, 1902, 1904, 1905, 1906, 1907, 1909, 1913)
  - 준우승 5회 (1897, 1900, 1901, 1912, 1915)
- 스웨덴 컵
  - 우승 1회 (1999–2000)
  - 준우승 1회 (1997–98)

## 선수 명단

### 현역
참고: FIFA 자격 규정에 따라 소속된 국가대표팀 국기를 표시합니다. 선수는 복수의 FIFA 비회원국 국적을 가지고 있을 수 있습니다.
| 번호 | 포지션 | 국적         | 이름              |
| ---- | ------ | ------------ | ----------------- |
| 17   | FW     | 나이지리아   | 엠마누엘 에크페뇽 |
| 20   | FW     | 북마케도니아 | 필립 트뤼세브스키 |

| 번호 | 포지션 | 국적   | 이름          |
| ---- | ------ | ------ | ------------- |
| 25   | DF     | 세네갈 | 압둘라예 파예 |

## 역대 감독
| 감독        | 임기        |
| ----------- | ----------- |
| 군나르 그렌 | 1956 ~ 1959 |
| 앙네 시몬손 | 1971 ~ 1972 |
| 앙네 시몬손 | 1983 ~ 1986 |